# Apaxtla
Apaxtla, é um município do estado de Guerrero, no México.